# جون بي دارسي
جون بي دارسي (بالإنجليزية: John P. D'Arcy)‏ هو مهندس أمريكي، ولد في 28 ديسمبر 1957، وتوفي في 4 يوليو 1994.